# Juan Espino (beisbolista)
Juan Espino Reyes (nacido el 16 de marzo de 1956 en Bonao) es un ex receptor dominicano que jugó en las Grandes Ligas de Béisbol. Jugó durante cuatro temporadas en Grandes Ligas con los Yanquis de Nueva York. Fue firmado como amateur por los Yankees en 1974. Espino jugó su primera temporada como profesional con el equipo de Class A los Oneonta Tigers en 1975, y el último con el club de Triple-A de los Bravos de Atlanta, Richmond Braves en 1988. Terminó con promedio de .219, 16 hits, 2 dobles, 1 jonrón, 8 carreras impulsadas, 2 anotadas, 15 ponches, 3 base por bolas en 49 juegos y 73 veces al bate.